# Gerard Nijssen
Gerard Nijssen (1956) is een Nederlands historicus en journalist.

## Levensloop
Nijssen studeerde geschiedenis aan de Vrije Universiteit met als specialisatie contemporaine geschiedenis. Sinds 2000 is hij redacteur beeldresearch van het bekroonde NPS/VPRO-geschiedenisprogramma Andere Tijden. Als beeldresearcher is Nijssen betrokken geweest bij tal van nationaal en internationaal bekroonde documentaires. Verder werkt hij in opdracht van de overheid en musea.
Nijssen werkt regelmatig als gastdocent onder andere bij de workshop 'beeldresearch' van het International Documentary Film Festival Amsterdam (IDFA).
Ook werkte hij aan de 35-delige televisieserie In Europa van en met Geert Mak, op de zondagavond in het seizoen 2007/2008 uitgezonden door de VPRO.

## Tentoonstellingen
- Free2choose van het Anne-Frank Museum
- Majesteit! 25 jaar Koningin Beatrix in Den Haag, opdrachtgever: kunsthistorisch advies en organisatiebureau D'Arts
- Dingenliefde in het Openluchtmuseum Arnhem
- Verre van vredig. Nederland tijdens de Eerste Wereldoorlog in het Legermuseum te Delft
- Knus. Nederland in de jaren 50 in het Noordbrabants Museum

## Documentaires
- Johan Cruijff: En un momento dado
- Love me, or leave me
- Rekenaarsters
- Farewell

## Televisieprogramma's
- De Avond van Ard en Keessie
- De Avond van het Boek
- De Grote Geschiedenisquiz